# Марсюк Василь Андрійович
Васи́ль Андрі́йович Марсю́к (21 березня 1938, Мар'їнка, Сталінська область(нині Донецька область), УРСР, СРСР — 4 травня 2025) — радянський і український письменник, поет, публіцист. Член НСПУ (1974).

## Біографічні відомості
Народився у місті Мар'їнці на Донеччині в шахтарській сім'ї, ріс без батька, який за політичним звинуваченням був репресований і загинув на радянській тюремній каторзі. Закінчив педагогічне училище, Київський державний університет ім. Т. Шевченка (заочно). Працював у Черкаському педінституті, але змушений піти звідти, бо за поширення самвидавської літератури і за дружні стосунки із репресованим письменником Андрієм Хименком (Химком) постійно «висів на гачку» у «компетентних органів».
Після дворічного навчання на Вищих літературних курсах при Московському Літінституті тривалий час очолював Черкаське обласне літературне об'єднання, керуючи творчою студією при ньому. Переїхавши 1986 року до Києва, майже десятиліття працював на різних редакторських посадах у видавництві літератури для дітей «Веселка».
Член Спілки письменників України з 1974 року.

## Творчий доробок
Книжки: «Сурмлять тополі» (1973), «Життєдайність» (1977), «Обрії» (1979), «Сонячні терези» (1986), «Три криниці» (1988), «Минулому я руку подаю» (1990), кілька збірок віршів для дітей, зокрема, «Тигр утік із зоопарку» (1991). На окремих творах тих часів лежить печать радянської цензури.
За роки нової української державності вийшло кілька книжок, зокрема: «Донецька прелюдія» (роман у віршах, 2001, 2003 рр.) — своєрідна лірична енциклопедія Донбасу в роки дитинства і юності автора, де також здійснюються виходи на сучасні гострі проблеми духовного становлення української нації. Збірка поезій «Прометеєва естафета» (2008 р.) представлена здебільшого творами, написаними в різні роки, але вчасно не опублікованими через цензуру. Є там розділ і російськомовних віршів, написаних автором у роки «бурлакування» у Донбасі. Інтернет-видання «Крик волаючого на майдані» (2009 р.) — найновіша збірка публіцистичних статей, які останніми роками були опубліковані в патріотичній пресі, де автор безкомпромісно полемізує з відомими сучасними діячами літератури і мистецтва, дає критичну оцінку їхнім духовним постулатам і збоченням, незважаючи на звання і регалії своїх опонентів. 2012 року вийшла книжка нових поезій «Вечірнє вогнище», до якої також увійшли віршовані роман та казка для дітей. А 2013 року вишли «Твори у двох томах», де до першого тому увійшли вибрані вірші, а до другого — романи у віршах «Донецька прелюдія» і «Московський час», а також більше десяти поем. Книжка поезії «Романтика пізньої осені. Твори останніх років», що вийшла влітку 2015 року.цікава як свіжою сповідальною лірикою, так і новими поемами, які автор плідно створив останнім часом.
У перекладі російською мовою вийшла книжка віршів «Красная книга любви» (1990).
На деякі вірші В. Марсюка написали пісні відомі композитори, зокрема, Володимир Івасюк. Він є лауреатом Міжнародної літературної премії імені Івана Кошелівця (2015 р.), лауреатом конкурсу «Коронація слво» -відзнака до 70-річчя Володимира Івасюка (2018 р.), конкурсу імені поета Миколи Томенка (2021 р.)